# Литургия апостола Иакова

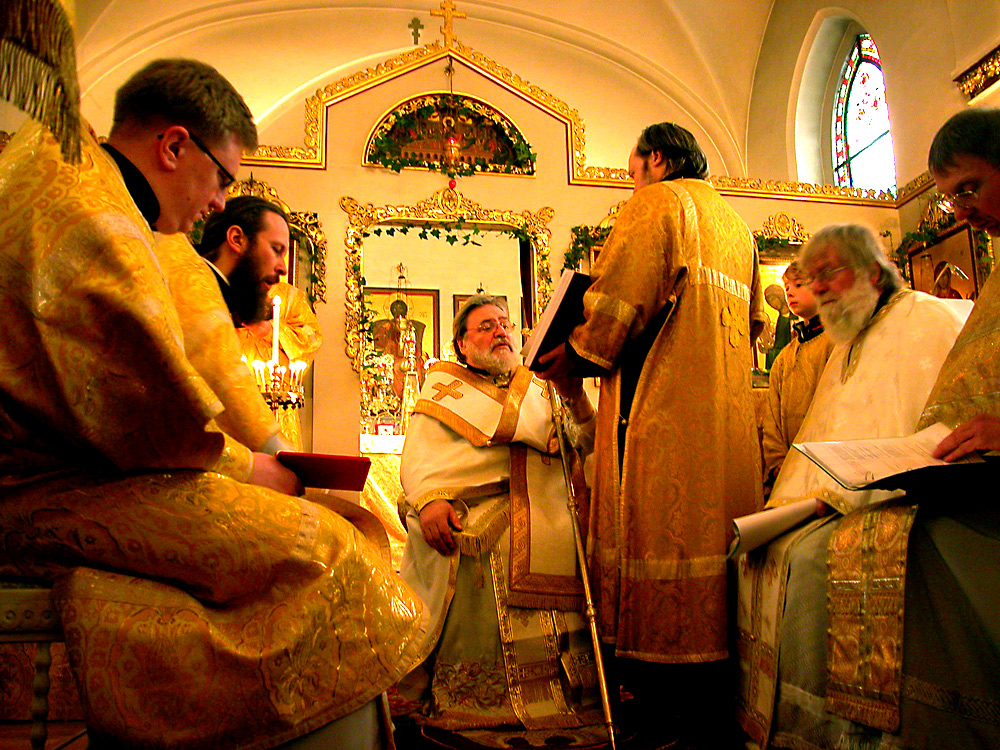
Епископ Лонгин (Талыпин) с посохом возглавляет служение литургии апостола Иакова в Дюссельдорфе, Германия.

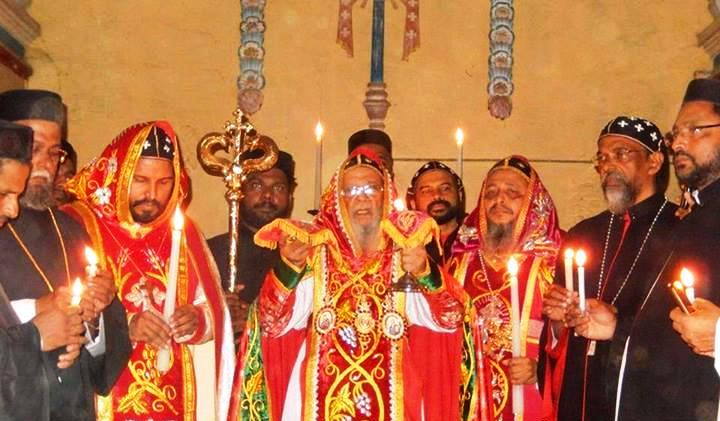
Литургия западно-сирийского обряда Маланкарской яковитской церкви

Литурги́я апо́стола Иа́кова (греч. Θεία Λειτουργία του Ιακώβου του Αδελφοθέου) — общее название нескольких чинов литургии, так или иначе связанных с традицией Иерусалимской православной церкви. Основателем литургической традиции Иерусалимской церкви считается апостол от 70-ти Иаков, брат Господень. Чинопоследование сложилось к IV веку. Совершалась в нескольких редакциях во многих Поместных церквях, как халкидонского, так и дохалкидонского толка, вплоть до IX века. В XIX веке возрождена в приспособленном виде в Иерусалимской и Элладской православных церквях. В 1930-х годах усилиями Филиппа (Гарднера) получила распространение в Русской православной церкви заграницей. С 1970-х годов постепенно распространяется в Русской православной церкви.
Совершается в некоторых Православных церквях и в некоторых епархиях Русской православной церкви один или несколько раз в год — 5 ноября, в день памяти апостола Иакова, 8 и 17 января, и в другие дни. По преданию, зафиксированному Проклом Константинопольским и потому бесспорно принимавшемуся вплоть до XIX века, литургии Василия Великого и Иоанна Златоуста являлись последовательными сокращениями литургии апостола Иакова. В настоящее время это мнение отвергнуто литургистами. Другие чины литургии, также приписываемые авторству апостола Иакова, существуют в западно-сирийском и коптском обрядах. Древние и поддельные тексты и отдельные фрагменты литургии апостола Иакова активно использовались в XVII веке в полемике между православными и католиками. Ряд исследователей считает, что сидение духовенства посреди храма лицом к народу во время чтения паремий заимствовано из более поздней литургии Нестория.

## Особенности
Главной отличительной особенностью этой литургии является способ причащения мирян. Миряне, как и священнослужители, причащаются Тела и Крови Христовой раздельно, по древнему чину, как было принято до 6-го Вселенского Собора: сначала предстоятель (епископ или священник) влагает в уста причастнику частицу Тела Христова с дискоса, потом другой священник (а иногда и диакон) даёт причастнику испить из потира (чаши) Кровь Христову.
Вместо «Херувимской песни» (Иже херувимы...) на Великом входе поётся песнь «Да молчит всяка плоть человеча…».
Отличие этой литургии ещё и в том, что большинство тайных молитв священник читает вслух, а не шёпотом или про себя, как в литургиях Иоанна Златоуста, Василия Великого и преждеосвященных Даров. Ектеньи и Священное Писание читаются диаконами лицом к народу, а не к алтарю. Кроме Апостола и Евангелия, читается Ветхий Завет. На этой литургии не обязательно совершать проскомидию, так как это более поздний обычай, и если проскомидия не совершается, то не читаются и 3-й, и 6-й часы:

Да будет известно, что если будет повелено быть Проскомидии, то здесь прилично совершить её. Совершается она по обычаю Литургии Златоустовой или свт. Василия, но только девятую частицу вынимает иерей в честь св. славного апостола Иакова, брата Божьего и первого иерарха Иерусалимского. Далее молитву приношения «Боже, Боже наш», как и отпуст Проскомидии, не произносит, но сосуды покрывает как обычно, хотя это — нечто новое и в древних рукописях не обозначено, и поэтому в Иерусалиме не принято.

В России до XX века литургию апостола Иакова почти не знали. В 1970 году служение этой литургии в день памяти апостола Иакова было возобновлено в Ленинградских духовных школах по благословению митрополита Никодима (Ротова) и сейчас совершается в нескольких епархиях Русской православной церкви. В Петербургских духовных школах эта практика прервалась в 1990-е годы и была возобновлена в 2010 году. Епархии Русской православной церкви, в которых совершалась и/или совершается литургия апостола Иакова (список не полный):
1. Санкт-Петербургская (Санкт-Петербургская духовная академия, храм Феодоровской иконы Божией Матери, храм Симеона Богоприимца в Скачках)
2. Гатчинская (храм Святых Апостолов Петра и Павла, посёлок Вырица)
3. Томская и Асиновская (Богоявленский кафедральный собор)
4. Саратовская и Вольская (архиерейское подворье — храм во имя иконы Божией Матери «Утоли моя печали», г. Саратов)
5. Белгородская и Старооскольская (Свято-Владимирский храм посёлка Разумное, Белгородского района)
6. Нижегородская и Арзамасская (храм при Нижегородской Духовной Семинарии)
7. Самарская и Сызранская (храм прпп. Кирилла и Марии при Самарской Духовной Семинарии)
8. Москва (храм при Православном Свято-Тихоновском гуманитарном университете, храм прпп. Зосимы и Савватия Соловецких Троице-Сергиевой лавры, храм иконы Божией Матери «Живоносный Источник» в Царицыне)
9. Екатеринбургская и Верхотурская
10. Кемеровская (Приход Воскресения Христова г. Кемерово)
11. Екатеринодарская и Кубанская (Екатериненский собор г. Краснодар)
12. Минская и Заславская (Свято-Петро-Павловский собор)
13. Северодонецкая (Свято-Христорождественский кафедральный собор)
14. Губкинская и Грайворонская (храм апостола Иакова, брата Господня, г. Губкин)
15. Восточно-Американская и Нью-Йоркская[3]
16. Волгоградская и Камышинская (храм Святой Троицы Свято-Духов Монастырь (Волгоград))
17. Житомирская (Свято-Преображенский кафедральный собор в Житомире)
18. Львовская (Свято-Георгиевская церковь во Львове)
19. Белоцерковская (Преображенский кафедральный собор)
20. Абаканская и Хакасская (Храм святителей Московских или Храм в честь Двенадцати Апостол г. Абакан)
21. Волгоградская и Камышинская (Храм Рождества Пресвятой Богородицы г. Волгоград)
22. Североморская (Кафедральный храм Воскресения Христова п. Умба)
23. Сердобская (Архангельский кафедральный собор г. Сердобск)
24. Киевская епархия УПЦ (Община прп. Агапита Печерского)
25. Полтавская епархия УПЦ (Полтавская миссионерская духовная семинария)

## Критика
Протоиерей Константин Буфеев выступил с резкой критикой совершения Литургии апостола Иакова, аргументируя свою позицию тем, что эта литургия не входит в Типикон и имеет ряд серьёзных с его точки зрения нарушений, в особенности указание священникам не возлагать на себя наперсные Кресты (а епископам — и Панагии), что Буфеев трактует чуть ли не как отречение от Христа, также отмена Проскомидии, отказ от использования Лжицы, Копия, раздельное причащение мирян и прочее. Кроме того, протоиерей Константин Буфеев считает, что текст этой Литургии не может полностью восходить к апостолу Иакову и, что самое главное, преложения Святых Даров не происходит.